# ナバテア王国
ナバテア王国は、紀元前2世紀前半頃にペトラ（現在のヨルダン西部）を中心に栄えたナバテア人の王国。元来ペトラ周辺を拠点に活動していた遊牧民であったナバテア人はキャラバン貿易によって莫大な富を形成し、ペトラに先住していたエドム人を排除して定住生活を営むようになった。紀元前168年に建国され、キャラバン貿易の商隊路に沿う形で領土を広げていった。紀元前63年にハスモン朝イスラエルの内戦に介入するが、共和政ローマ介入によって最終的にローマ軍にペトラ目前まで攻め込まれ、ローマの属国となった。その後、アラビア半島西を通る交易ルートは紅海を通る海上ルートが主流になっていったためペトラの商業都市としての重要性が低下し、その衰退の勢いを止めることができないまま、106年にローマのアラビア・ペトラエア属州に組み込まれて消滅した。
交易の要衝に位置していたこともあり、ナバテア王国は周辺国家との交流が盛んであったと考えられており、当時のペトラは多数の外国人が居住する国際都市であったと考えられている。王国の収入は交易による関税収入が主であり、国民の多くは隊商活動に従事していたと考えられており、そのため王政ではあったものの商業貴族の権力が強かったとされる。国境を接するハスモン朝やローマ帝国、アッシリア、古代エジプトなどの周辺諸国からの文化的、宗教的影響を受けた。権力の誇示のために作られた岩窟墓であるエル・カズネを含むナバテア王国の遺跡群は世界遺産に指定されている。

## 起源
ナバテア人は元来北アラビアを起源とする遊牧民族であり、羊の放牧や盗賊稼業、ラクダを利用した貿易などを行いながら、当時エドム人が居住していたペトラを拠点に生活していた。彼らは当初アラム人に起源を持つ人々であると考えられていたがその説は否定されており、言語や宗教などの証拠からアラビア人の一部族であることが確認されている。彼らが北アラビアに現れる以前のさらなる起源は知られておらず、南アラビアのイエメンやアラビア半島東海岸、ヒジャーズ地方などさまざまな出身地の仮説が立てられている。その名前の類似性から、アッシリア王アッシュールバニパルに打ち破られたNabaiti族や旧約聖書に出てくるイシュマエルの子ネバヨテ(Nebaioth)との誤った関連付けがしばしば行われる。
ナバテア人は文字を持っていたが自身の歴史を書き残しておらず、ナバテアへの言及は紀元前30年頃にナバテアに住んだ古代ギリシアの歴史家シケリアのディオドロスによるものが最古である。ディオドロスは彼の時代からさらに300年前の情報を収集しており、王国成立前の紀元前312年にナバテア人に対して行われたアンティゴノス1世による襲撃の記録を残している。それによれば、紀元前323年のアレクサンドロス3世の死後のディアドコイ戦争において、アンティゴノス1世はレバント地方を征服してペトラの北方までその勢力を伸ばしていた。ナバテアは当時からキャラバン貿易の成功により多大な富を築いており、ナバテア人はアンティゴノス1世の略奪のターゲットとなった。しかしながらギリシア軍による3度の襲撃はいずれもギリシア側に損害を出して失敗に終わり、その後アンティゴノスは他の重要案件に対応するためにアラブ地方から手を引いたとされる。このディアドコイ戦争における対立に乗じ、ナバテア人はエドム人の領域を超えて自身の支配圏を広げていった。
紀元前4世紀前後には1万人弱だったナバテア人の人口は紀元前2世紀頃になると20万人近くに膨れ上がり、深刻な人口増加問題を抱えるようになる。この頃のナバテア人は馬を連れて遊牧していたことからナバテア人はアラブ史上初の馬を導入した民族であるとされ、ナバテア人は騎馬部隊によって商隊の護衛を行うことで交易の安全を確保していた。もはや遊牧生活では立ち行きが難しくなったナバテア人はその頃から定住生活に移行を始め、エドム人の住むペトラに腰を落ち着けるようになり、紀元前168年にナバテア王国が誕生した。初代の王はアレタス1世。

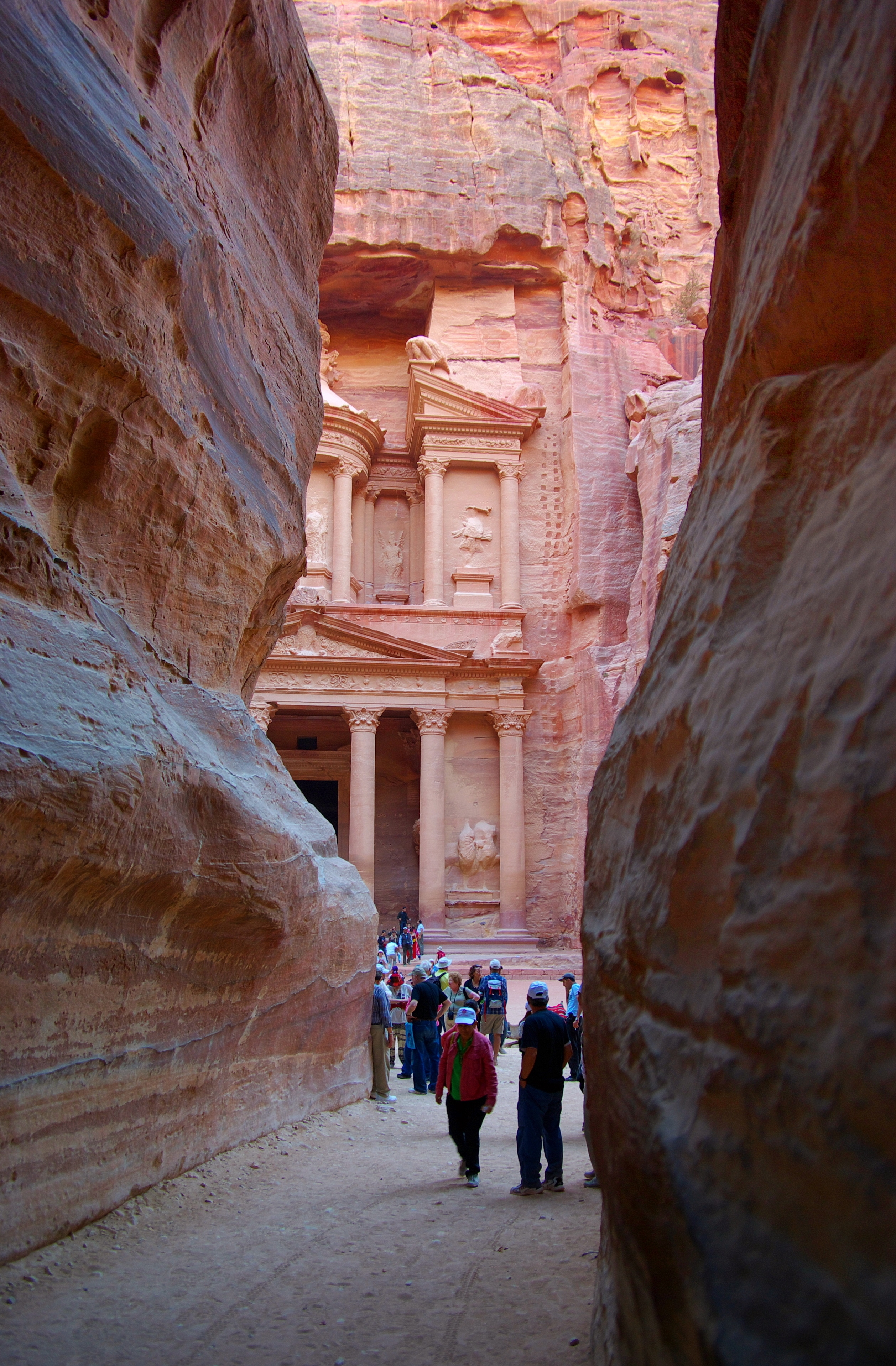
ペトラの遺跡
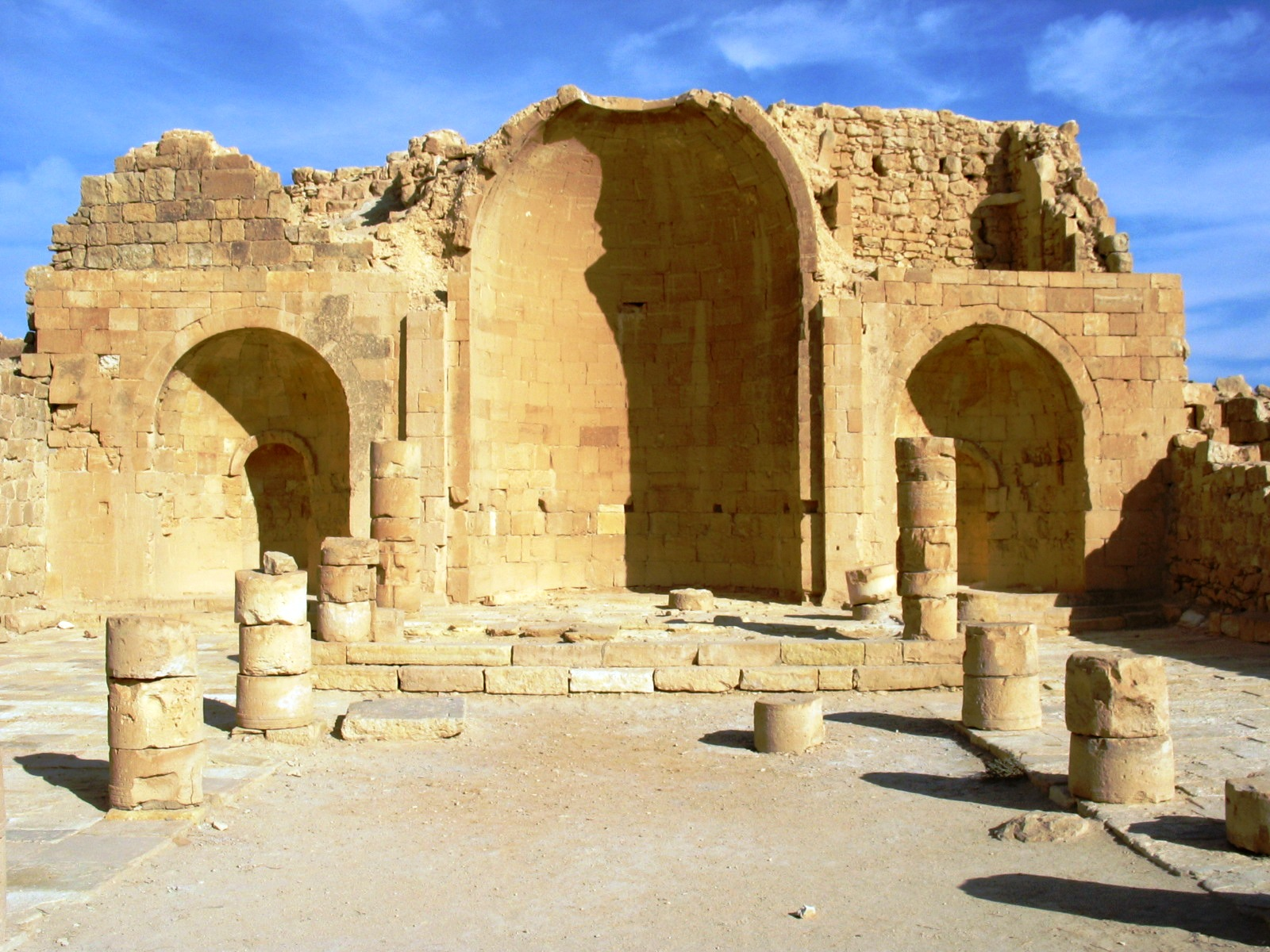
ナジブ砂漠のシヴィタの教会の廃墟
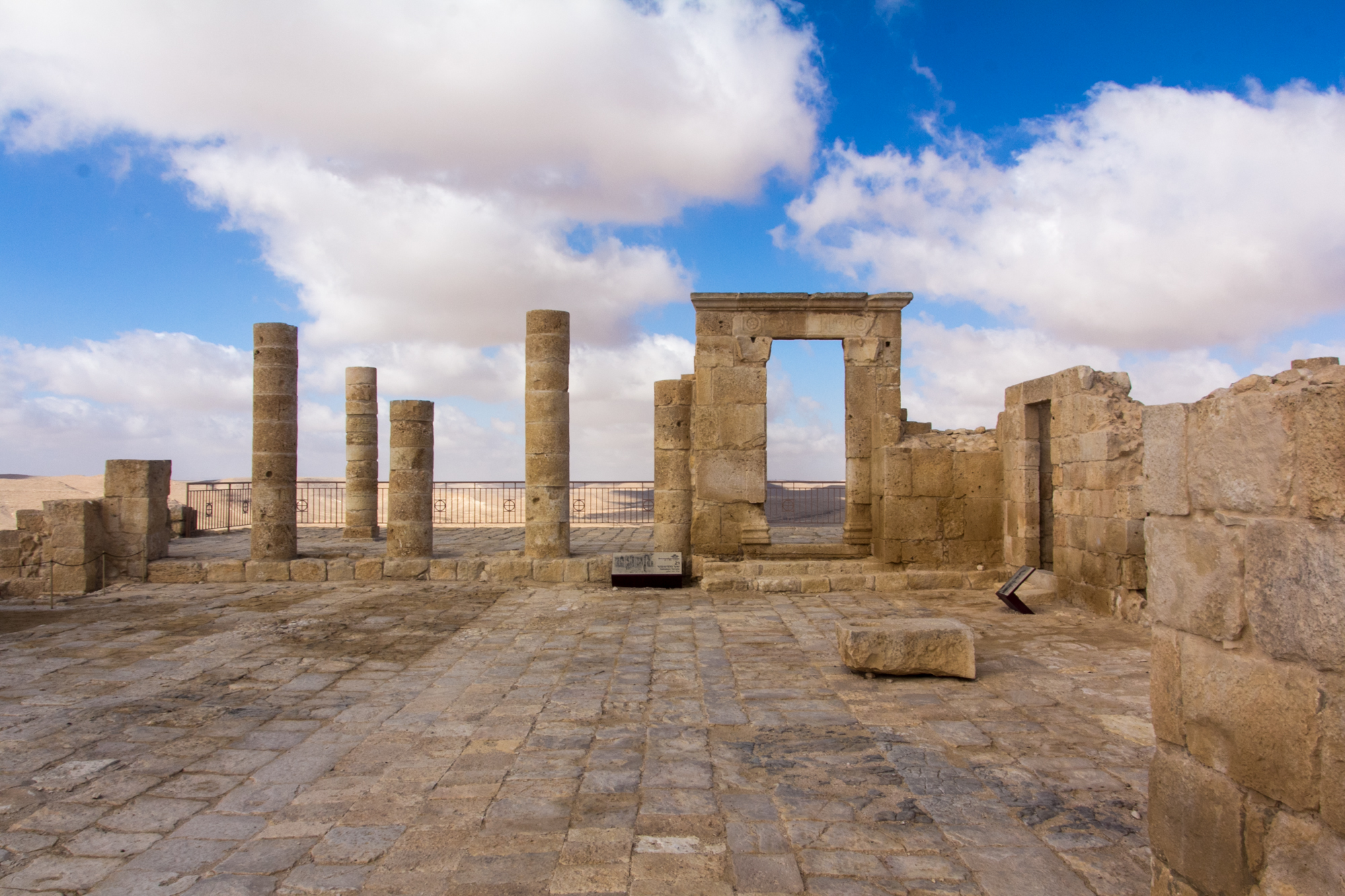
ネゲヴのアヴダト神殿
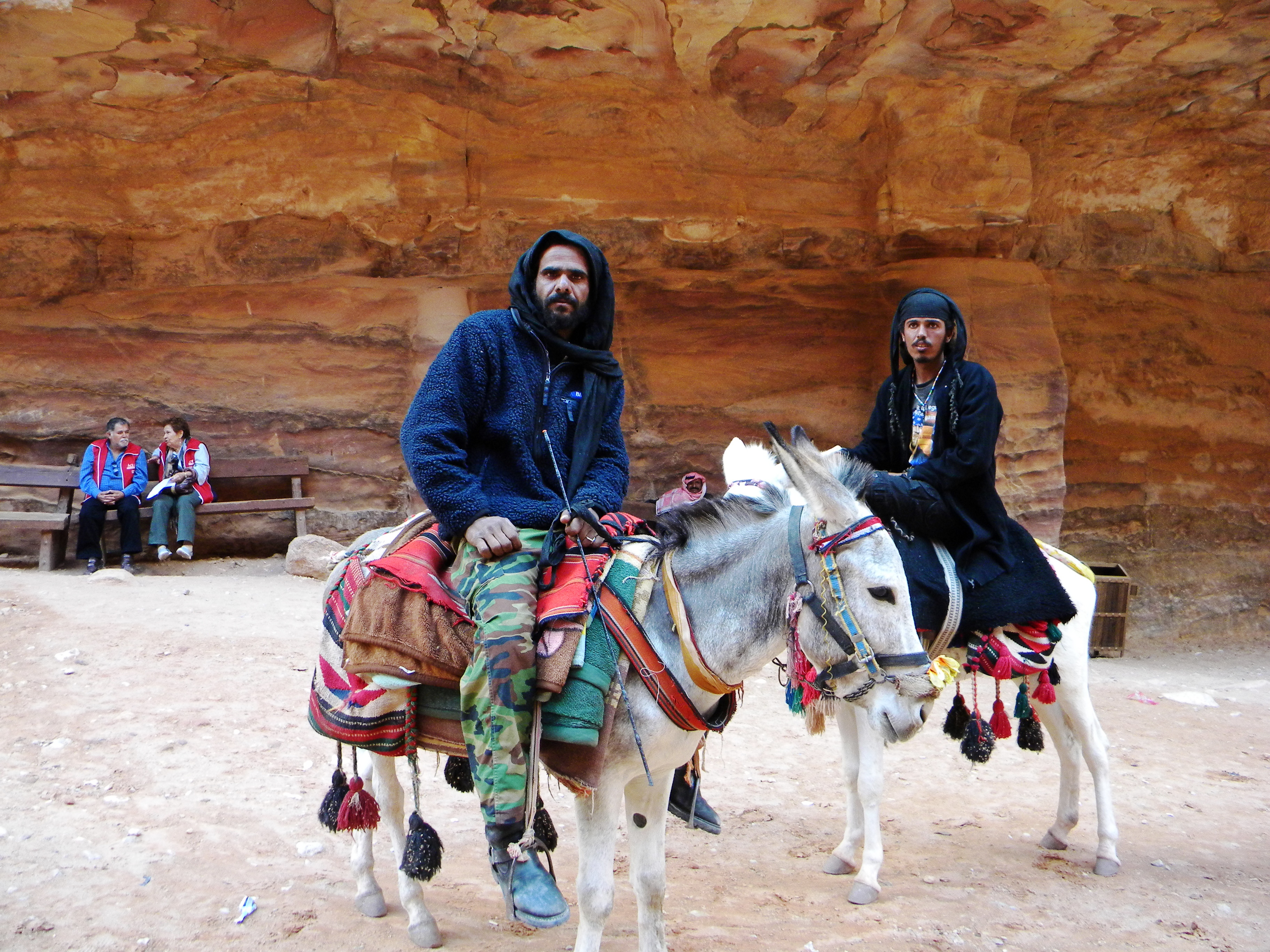
ナバテア人をルーツに持つBdoul族の人たち

## 歴史

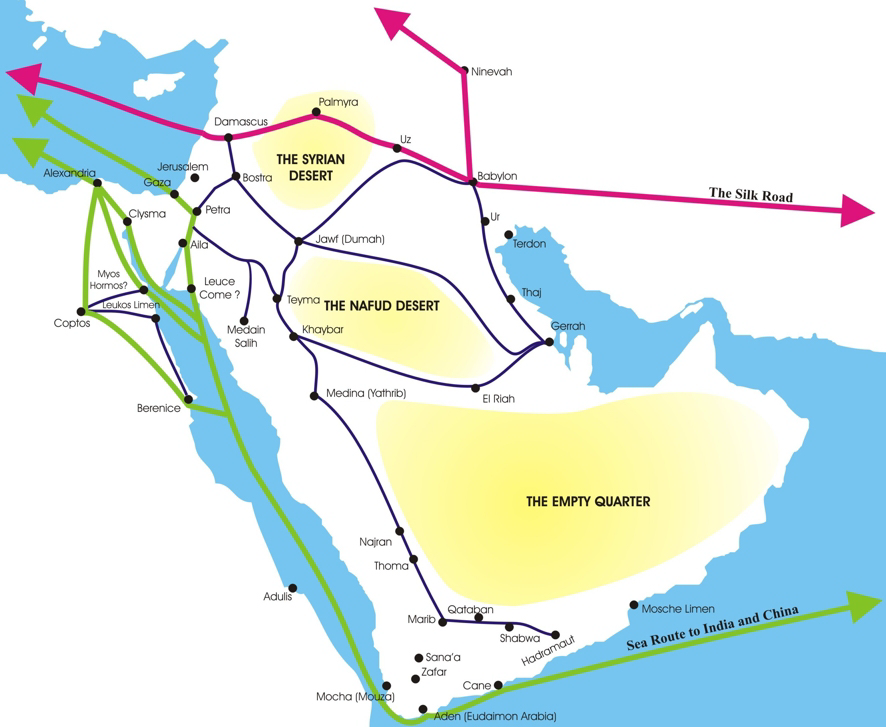
古代中東の交易路。ペトラはキャラバン隊が運んできた香辛料がガザの港からヨーロッパへ運ばれるまでの最後の逗留地であった。

もともと馬を使った貿易を行っていたナバテア人の定住により、シルクロードの通商上の要所でもあったペトラは、隊商都市として繁栄を極めた。優れた灌漑・貯水機能を有し、砂漠の都市にもかかわらず水に不自由することは無かったという。交易により巨万の富を築いたナバテア王国はペトラからエドム人を排除して領域の支配を固め、一方で超大国であったローマ帝国とは対立を避けることで国を安定させた。初代王のアレタス1世の時代には既に貨幣の鋳造が始まっており、広範囲な経済的、政治的自由を謳歌していた。
建国当初から近隣のハスモン朝とは友好関係にあり、セレウコス朝との対立においては同盟を結んでいたが、時代が下るにつれて敵対していった。ヨーロッパに向かうキャラバン貿易の交易路の終着点がガザの港であったため、ガザではナバテア人が強い影響力を持っていたが、プトレマイオス朝と抗争していたハスモン朝の王アレクサンドロス・ヤンナイオスは、紀元前100年頃にガザがイスラエルよりもエジプトに協力的であったとの理由でガザを包囲した。ガザはヤンナイオスに対して降伏し、ヤンナイオスはさらに領土拡大のための軍事作戦を開始してダマスカスへの道沿いにモアブ北部やギレアド、そしてナバテア王国領のトランスヨルダン北部を占領していった。このヤンナイオスの拡張政策はナバテアの交易関係者を脅かしたため、地域秩序の回復のため当時の国王オボダス1世はハスモン朝との戦争に踏み切り、紀元前93年頃のガダラの戦いでヤンナイオスを破った。その後、ナバテア王国の影響力が増加していくことを良く思わなかったセレウコス朝はナバテア王国を攻撃したが、ナバテア王国はカナの戦いでセレウコス朝のアンティオコス12世を討ち取り勝利を収めた。この勝利によってオボダス1世はナバテア国民に神として崇められるようになり、ネゲヴ砂漠に彼を記念するためのアヴダト神殿が建てられた。
紀元前1世紀頃よりその隊商路に沿う形で領土を拡張していき、紀元前84年から紀元前62年にかけてのアレタス3世の時代にはダマスカスやシナイ半島までも領土に加えてナバテア王国の最大版図を築いた。紀元前65年、アレタス3世はハスモン朝のヨハネ・ヒルカノス2世の要請によりユダヤの内乱に介入し、兵を送ってエルサレムを包囲した。しかしながら、その翌年にグナエウス・ポンペイウス率いるローマ軍がユダヤの内戦に介入すると、ポンペイウスはナバテア軍を恫喝してイスラエルから手を引かせた。紀元前63年、ポンペイウスはヒルカノス2世を支援してエルサレムを占領し（エルサレム攻囲戦）、ヒルカノス2世をイスラエルの王位につけた後ローマへと帰還したが、ポンペイウス配下のマルクス・アエミリウス・スカウルスはオリエント地方に留まってナバテア王国を侵攻した。ペトラの目前に迫ったローマ軍を前にアレタス3世は300タレントの銀を支払って和睦し、ナバテア王国はローマの属国となった。
紀元前9年から紀元後39年にかけてのアレタス4世の時代にはその領土をダマスカスからヒジャーズ地方までの砂漠周辺部とネゲブ地方まで広げ、メソポタミア、南アラビアから地中海にいたるほぼ全ての隊商路を掌握した。アレタス4世の娘はヘロデ朝の君主であったヘロデ・アンティパスに嫁いでいたが、ヘロデが娘と離縁してヘロデヤと婚姻したことからユダヤに侵攻してヘロデ軍を打ち破っており、この事件はイエスの洗礼を行った洗礼者ヨハネの死の原因ともなっている。また、新約聖書のコリントの信徒への手紙二にはアレタス4世がダマスカスにおいてパウロを捕縛しようと試みたことが記されており、ローマの市民権を有するパウロをローマの属国であったナバテア王国が捕縛しようとしたことから、ユダヤ人がナバテア王国において影響力を有していたと考えられている。また、アレタス4世の名を記した碑文には「人民の友 (Philopatris)」と記されており、これはローマとの友好を示す「ローマの友」「皇帝の友」と対を成す言葉であることから、この時代のナバテア王国はローマとの関係が良好でなかったと考えられている。
西暦1世紀ごろになるとアラビア半島西域を通る交易ルートは紅海を利用した海上貿易が主流となり、一方で陸上交易路としてはペルシャ湾からシリア砂漠を越えて地中海地域へと抜ける交易ルートが活性化した。そのため、パルティアのハトラやシリアのパルミラなどのペルシャ湾ルート上の都市が商業都市として台頭し、相対的にナバテア王国の商業都市としての重要性が低下していった。またアラビア半島における他のアラブ部族との競争も激化していったことから、ナバテア王国の国力は次第に衰えて行った。さらに、ローマ帝国はナバテア人の勢力を抑えるため、ナバテア王国に隣接するシリア属州においてデカポリスを編成している。その後ナバテア王国は首都をペトラからボスラへと遷都したが衰退の勢いは止まらなかった。
106年にナバテア王国の王ラベル2世が死去すると、ローマ帝国はナバテア王国の主要都市であったペトラおよびボスラを征服してアラビア・ペトラエア属州へと併合した。ナバテア王国の滅亡後もナバテア人の根拠地であったペトラはアラビア・ペトラエアの一都市（州都であったとする説もある）として勢力を保っていたが、363年に発生した大地震の影響からペトラは隊商路として機能しなくなり、陸上交易の要所としての地位をパルミラに明け渡す形で次第に表舞台から姿を消す事になる。一方で、アラビア・ペトラエア併合の直前にナバテア王国の首都となったボスラはその後、アラビア・ペトラエアの州都として繁栄した。その後1812年にスイス人ヨハン・ルートヴィヒ・ブルクハルトによりペトラ遺跡として紹介され、1958年からイギリス・アメリカの合同調査隊がペトラ遺跡の発掘調査を実施し、ローマ時代以前のペトラについて明らかにされることとなった。

### 王の一覧
| 在位年                            | 名前                                                 | 備考 |
| --------------------------------- | ---------------------------------------------------- | --- |
| ナバテア王                        |                                                      | |
| 紀元前169年                       | アレタス1世                                          | |
| 紀元前120年/110年 - 紀元前96年    | アレタス2世                                          | いくつかの情報源ではラベル1世の後継者であるとされる                                                                       |
| 紀元前96年 - 紀元前85年           | オボダス1世                                          | |
| 紀元前85年/84年                   | ラベル1世                                            | いくつかの情報源ではアレタス1世の後継者であるとされる                                                                     |
| 紀元前84年 - 紀元前60年/59年      | アレタス3世                                          | 紀元前62年にローマより王として認証される（紀元前63年よりローマの属国となったため）                                        |
| 紀元前62年/61年 - 紀元前60年/59年 | オボダス2世 (?)                                      | 近年まで存在が不確かだった。統治期間は恐らく数ヶ月程度であったとされる                                                    |
| 紀元前59年 - 紀元前30年           | マリクス1世                                          | ローマおよびヘロデ大王の属国                                                                                              |
| 紀元前30 - 紀元前9年              | オボダス3世                                          | ローマの属国。以前はオボダス2世とされていた。                                                                             |
| 紀元前9年/8年 - 西暦39年/40年     | アレタス4世                                          | |
| 紀元前9年/8年 - 西暦39年/40年     | フルドゥ, 王妃                                       | 西暦16年まで貨幣に肖像がみられるが、その数年後アレタス4世発行の貨幣には2番目の妃シャキラト1世の肖像があらわれるようになる |
| 西暦39年/40年 - 西暦69年/70年     | マリクス2世                                          | |
| 西暦39年/40年 - 西暦69年/70年     | シャキラト2世, 王妃                                  | |
| 西暦70年/71年 - 西暦106年         | ラベル2世                                            | |
| 西暦70年/71年 - 西暦106年         | ガミラト, 王妃                                       | |
| 西暦106年                         | ローマ皇帝トラヤヌスによってアラビア属州に併合された | ローマ皇帝トラヤヌスによってアラビア属州に併合された                                                                      |

## 言語と文字

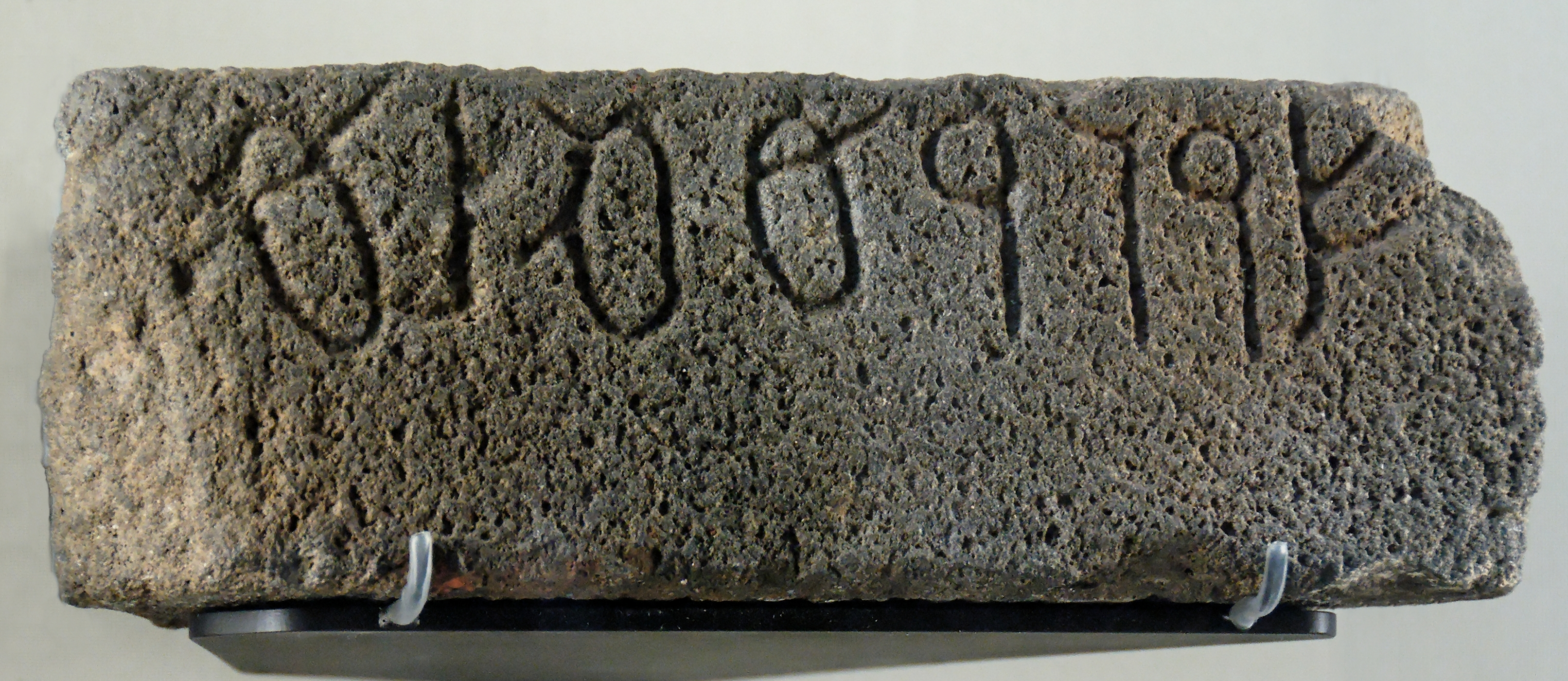
ナバテア文字の碑文（1世紀頃）。（右から「職人 šwdw 」とある）

ナバテア人の言語についてであるが、マカバイ記1および2、フラウィウス・ヨセフスの『ユダヤ古代誌』ではナバテア王国を「アラビアの王」と呼んでおり、発掘されたナバテア文字碑文の人名研究からアラビア語の特徴が顕著であるため、アラビア語の一派であったろうと考えられている（タバリーなどのアッバース朝時代以降のイスラーム圏の歴史家たちもナバテア人をアラブ人の一派であると認識していた）。彼らは帝国アラム文字の後身のひとつであるナバテア文字を使用していた。紀元前3世紀頃から紀元後5世紀頃まで、シリア北部からアラビア半島南部のイエメンまでの広い地域に多数のナバテア文字碑文群が確認されているが、これらはナバテア人の活動範囲の広がりに重なるものと考えられ、碑文群は殆どの場合、アラム語によって書かれている。
紀元前後からアラビア半島からメソポタミア、シリア全域にアラブ系の諸部族が交易や定住などで多数進出していたことが知られている。これらのアラブ系の諸勢力はもともと完全に独自の文字をもたなかったが、話し言葉は当然ながらアラビア語系であったものの、多くの場合、書き言葉としてアラム文字とアラム語を借用していたようである。ナバテア人もまた同じくアラム文字を独自の書体に変化させたナバテア文字を用い、アラム語で碑文などを書いていた。今日のアラビア文字の元となったのは、4世紀から5世紀頃にアラビア半島西岸のヒジャーズ地方を中心に用いられていたナバテア文字の一種から派生したと考えられる。特に5世紀以降からナバテア文字や最初期のアラビア文字によってアラム語ではなくアラビア語で書かれた碑文が見られるようになる。1952年にサウジアラビアのタブーク州で、イギリスのジョン・フィルビーがサムード語、ナバテア語の新碑文2500個を集めている。
その他ペトラ周辺では南アラビア文字と呼ばれる文字が多数発見されているが、どのような経緯でナバテア人に伝わったのかははっきりしていない。

## 政治
ナバテア王国は王制であったが商業貴族が大きな権力を持っており、どちらかというと民主政治に近かった。首都であるペトラ以外の各都市には王の代官が在住し、政を行った。また、ペトラには裁判所らしきものもあったようであり、かなり高度な統治を行っていた事がうかがえる。ナバテアは交易によって繁栄した商業国家であったため周囲の国家との交流が盛んであり、首都のペトラには多くの外国人がいたと考えられている。
また、騎馬隊を保有しており、隊商路の防衛などにあたらせていた。

## 産業
香料を中心とした貿易と、交易による関税収入が主収入となっており、ナバテア人の大部分は隊商活動に従事していた。ナバテア人は元来遊牧民族であったが定住化に伴い農業を行うようになり、ブドウやイチジクなどの果樹栽培、家畜の飼育なども行っていた。また、生産したブドウを利用してワインの生産も行っていた。

## 宗教と文化

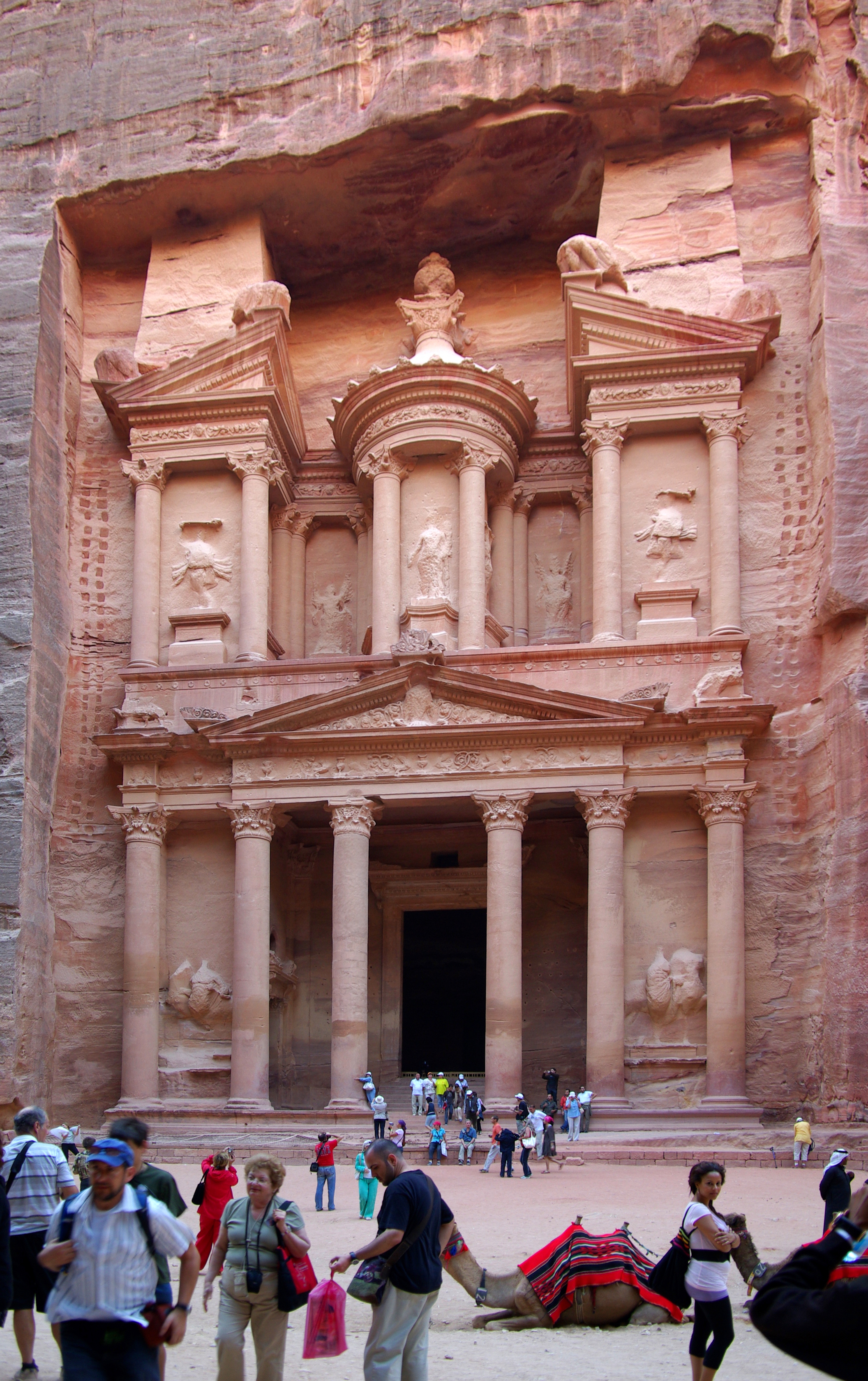
ナバテア王国の代表的な建築物であるエル・カズネ

ナバテア王国の領域がエドム人の居住地であったためナバテア人はエドム人からの文化的影響を強く受けており、エドム人から教わった陶芸の技術を元に土器を作成するなどしていた事が明らかになっている。また、シリア南部やシナイ半島を勢力下に置いていたことからローマ帝国やハスモン朝と地理的に接しており、それらの国々の文化の影響も強く受けている。例えば初期のナバテア王国は彫刻などの造形技術を有していなかったが、ローマ文化の影響を受けた紀元前1世紀以降には神像などの彫刻が多数作られるようになっている。建築技術においてもアッシリアやヘレニズム文化などの影響を受けており、その美しさからペトラなどのナバテア王国時代の遺跡は現代でも観光名所となっている。ナバテア王国では権力の誇示のために壮大な岩窟墓を作成しており、その代表的なものにインディ・ジョーンズ/最後の聖戦に登場することでも有名なエル・カズネがある。そのような岩窟墓を含むナバテア王国の遺跡群はユネスコによって世界遺産に指定されている（ヨルダンのペトラおよびサウジアラビアのマダイン・サーレハ、シリアのボスラ）。
ナバテア人は宗教基盤として古代アラブ人の宗教観を持っており、主神としてオアシスの豊穣を司るドゥサレス（ナバテア語で「ドゥシャラ」）を信仰していた。ドゥシャラは「シャラ山の御方」という意味のナバテア語に由来し、山を神聖な物とする山岳信仰の系譜であると考えられている。また、ドゥシャラの神殿には崇拝の対象としてステラと呼ばれる石の柱が置かれており、石柱崇拝としての側面も有していた。その他、アッラートやマナート等のアラブで伝統的に信仰されていた神々や、クトゥバーという名のナバテア独自の神などが信仰されていた。紀元前1世紀頃になると、これらの神々はローマ文化に影響されてギリシャ神話の神々と習合されていった。また、世界交易の中継地であったことからエジプトなどとも交流があり、ペトラのエル・カズネにはエジプトのイシス神を象った彫刻も見られる。ストラボンの『地理誌』には、ナバテア人が宗教儀式として香木を焚いて太陽を祀っていたことが記されており、神殿の遺跡からも香を焚く台が発見されていることから、ナバテア王国の宗教儀式において香木が重要な役割を持っていたと考えられている。
砂漠の遊牧民には飲酒の習慣はなかったが、都市に定住するようになったナバテア人はワインを生産して頻繁に酒宴を行っていた。ナバテア王国における酒宴は宗教的な儀式と結び付けられ、13人1組で会食を行い酒は11杯以上飲んではならないなどの作法が定められていた。ペトラなどの遺跡ではこのような宴会用の施設が発見されている。